# 東小諸駅
東小諸駅（ひがしこもろえき）は、長野県小諸市甲にある、東日本旅客鉄道（JR東日本）小海線の駅である。
しなの鉄道線と並行しているが、しなの鉄道の駅は設置されていない。

## 歴史
- 1952年（昭和27年）7月10日：国鉄の駅として開業[1]。旅客営業のみ。
- 1987年（昭和62年）4月1日：国鉄分割民営化により、JR東日本の駅となる[2]。

## 駅構造
単式ホーム1面1線を有する地上駅である。
無人駅で、ホーム上に待合室が設置されている。

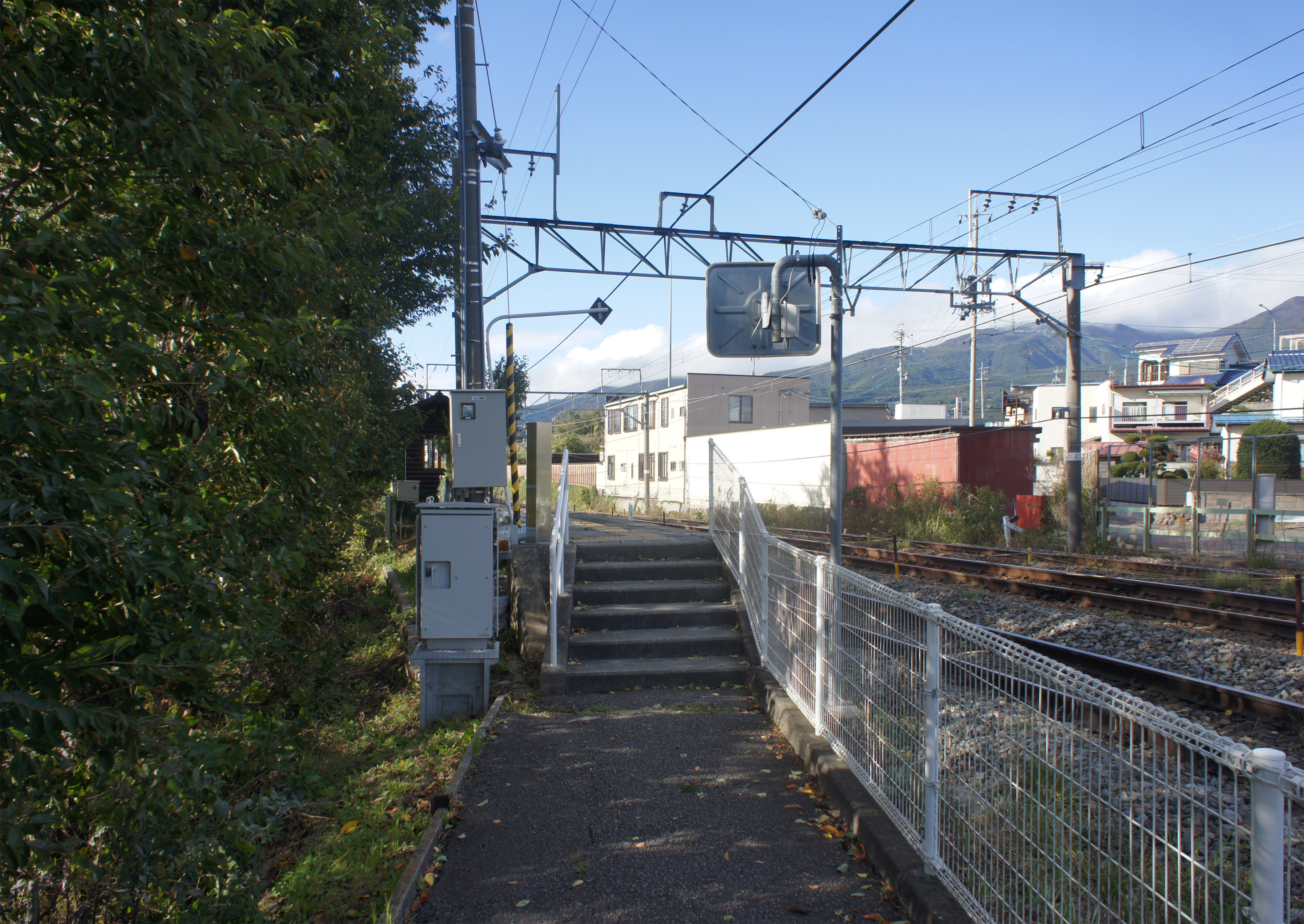
駅出入口（2021年10月）
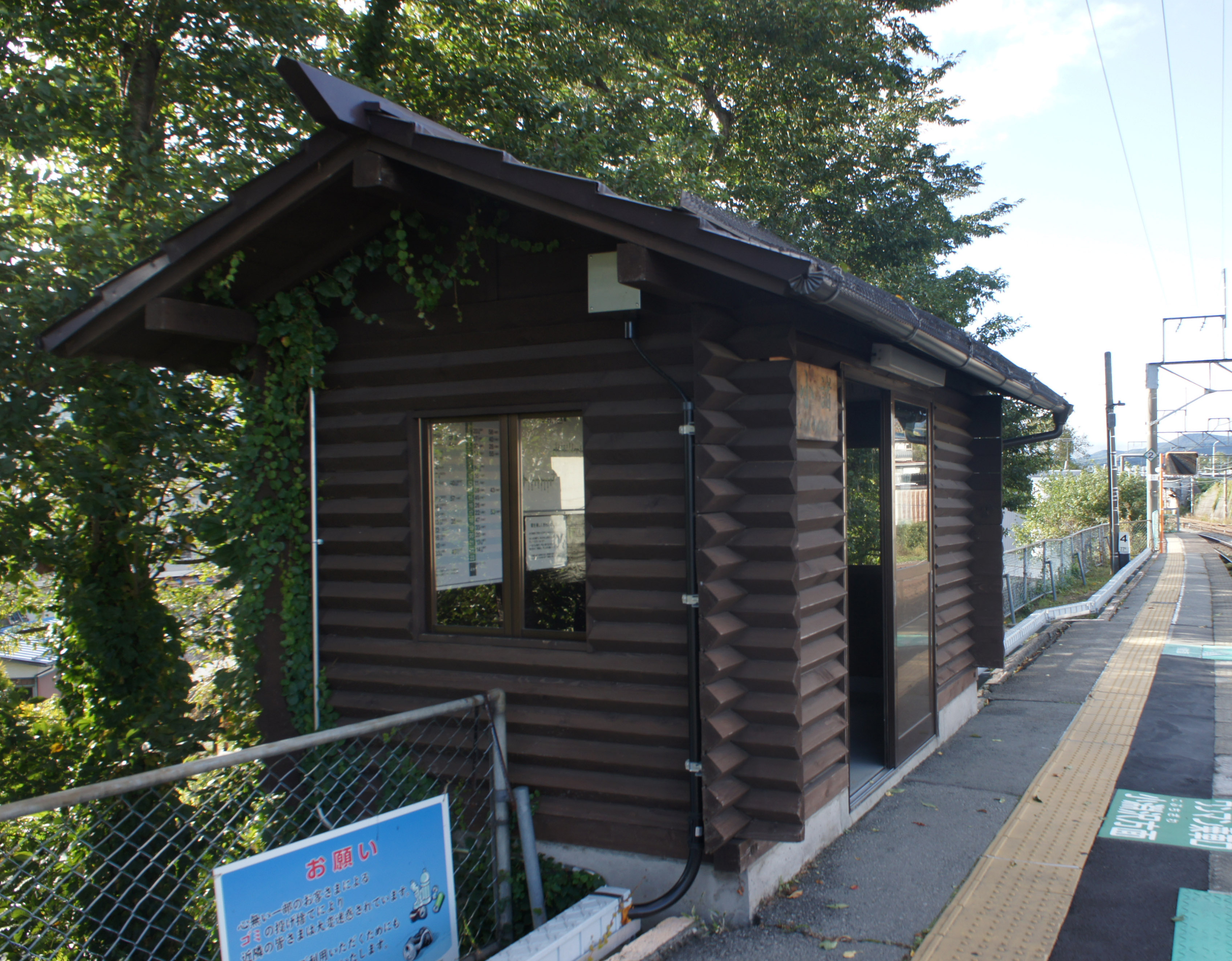
待合室外観（2021年10月）
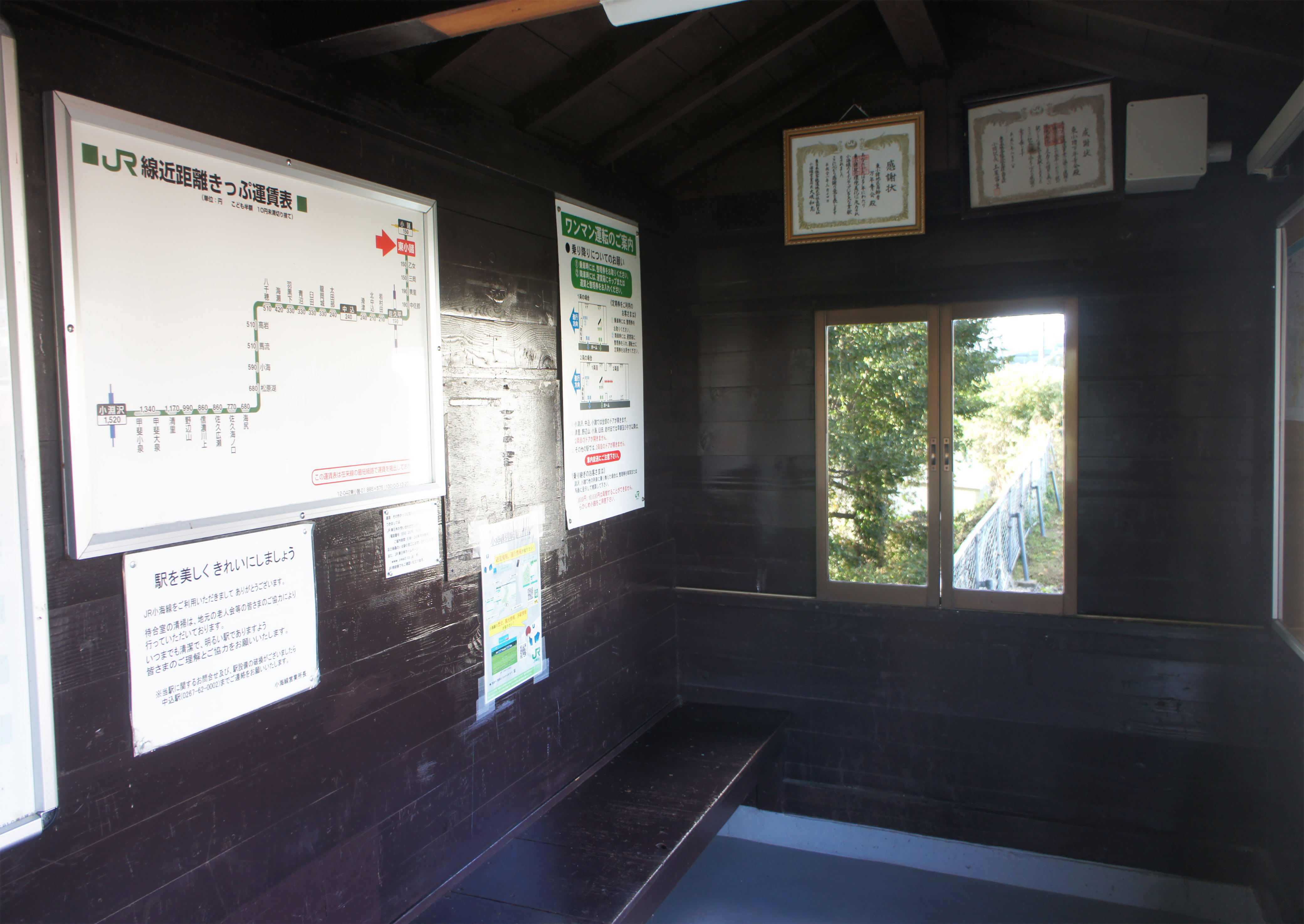
待合室（2021年10月）
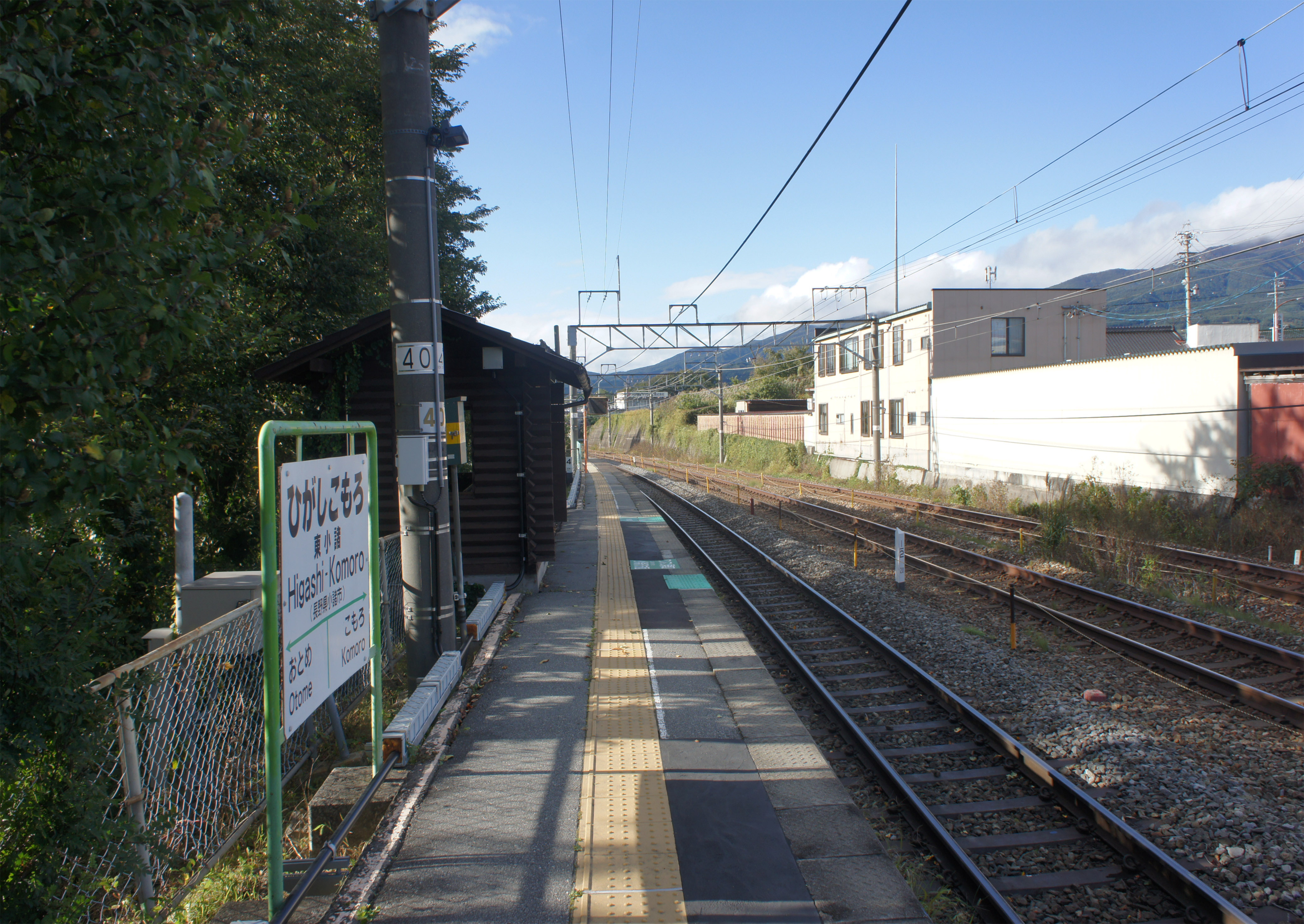
ホーム（2021年10月）

## 利用状況
2007年度（平成19年度）、2009年度（平成21年度）- 2011年度（平成23年度）の1日平均乗車人員の推移は以下のとおりであった。
| 乗車人員推移       | 乗車人員推移     | 乗車人員推移 |
| 年度               | 1日平均 乗車人員 | 出典         |
| ------------------ | ---------------- | ------------ |
| 2007年（平成19年） | 59               | [ 1 ]        |
| 2009年（平成21年） | 85               | [ 1 ]        |
| 2010年（平成22年） | 86               | [ 3 ]        |
| 2011年（平成23年） | 95               | [ 4 ]        |

## 駅周辺
- 国道141号
- 長野県道78号佐久小諸線
- 小諸市営球場
- 南城公園[1]
- ウエルシア小諸御幸町店
- ツルヤ 小諸東店

## 隣の駅
東日本旅客鉄道（JR東日本）
■小海線
乙女駅 - 東小諸駅 - 小諸駅